# 針鋒相對
《針鋒相對》是香港電台一個已停播的時事電視節目，為一小時的直播節目，於1974年6月推出，每月播出一次。
該節目會就當時受香港市民關注的社會話題，邀請多名來自不同界別的嘉賓作出分析，並與現場觀眾進行辯論。另一方面，家庭觀眾也可以電話即時在節目中發表意見。由於當時的高級政府官員和其他嘉賓多為外籍人士，故節目中備有粵語和英語的即時傳譯。另一個特色就是當電視以粵語播出節目的同時，收音機也會以英語即時廣播的辯論過程。